# Larinia
Genre
Synonymes
- Drexelia McCook, 1892
- Larinopa Grasshoff, 1970

Larinia est un genre d'araignées aranéomorphes de la famille des Araneidae.

## Distribution
Les espèces de ce genre se rencontrent sur tous les continents sauf aux pôles.

## Liste des espèces
Selon World Spider Catalog (version 25.5, 19/11/2024) :
- Larinia acuticauda Simon, 1906
- Larinia ambo Harrod, Levi & Leibensperger, 1991
- Larinia assimilis Tullgren, 1910
- Larinia astrigera Yin, Wang, Xie & Peng, 1990
- Larinia bharatae Bhandari & Gajbe, 2001
- Larinia bifida Tullgren, 1910
- Larinia bivittata Keyserling, 1885
- Larinia blandula (Grasshoff, 1971)
- Larinia bonneti Spassky, 1939
- Larinia borealis Banks, 1894
- Larinia bossae Marusik, 1987
- Larinia chloris (Audouin, 1826)
- Larinia cyclera Yin, Wang, Xie & Peng, 1990
- Larinia dasia (Roberts, 1983)
- Larinia delicata Rainbow, 1920
- Larinia dinanea Yin, Wang, Xie & Peng, 1990
- Larinia directa (Hentz, 1847)
- Larinia dubia Ott & Rodrigues, 2017
- Larinia elegans Spassky, 1939
- Larinia emertoni Gajbe & Gajbe, 2004
- Larinia famulatoria (Keyserling, 1883)
- Larinia fangxiangensis Zhu, Lian & Chen, 2006
- Larinia foko Escobar-Toledo & Pett, 2024
- Larinia jamberoo Framenau & Scharff, 2008
- Larinia jaysankari Biswas, 1984
- Larinia jeskovi Marusik, 1987
- Larinia joei Tanikawa & Petcharad, 2021
- Larinia kampala (Grasshoff, 1971)
- Larinia kanpurae Patel & Nigam, 1994
- Larinia lampa Harrod, Levi & Leibensperger, 1991
- Larinia lineata (Lucas, 1846)
- Larinia liuae Yin & Bao, 2012
- Larinia macrohooda Yin, Wang, Xie & Peng, 1990
- Larinia madhuchhandae Biswas & Raychaudhuri, 2012
- Larinia mandlaensis Gajbe, 2005
- Larinia mariaranoensis Escobar-Toledo & Pett, 2024
- Larinia microhooda Yin, Wang, Xie & Peng, 1990
- Larinia minor (Bryant, 1945)
- Larinia montagui Hogg, 1914
- Larinia montecarlo (Levi, 1988)
- Larinia natalensis (Grasshoff, 1971)
- Larinia neblina Harrod, Levi & Leibensperger, 1991
- Larinia nolabelia Yin, Wang, Xie & Peng, 1990
- Larinia obtusa (Grasshoff, 1971)
- Larinia onoi Tanikawa, 1989
- Larinia parangmata Barrion & Litsinger, 1995
- Larinia phthisica (L. Koch, 1871)
- Larinia pubiventris Simon, 1889
- Larinia robusta Ott & Rodrigues, 2017
- Larinia sekiguchii Tanikawa, 1989
- Larinia sexta Framenau & Castanheira, 2022
- Larinia strandi Caporiacco, 1941
- Larinia t-notata (Tullgren, 1905)
- Larinia tabida (L. Koch, 1872)
- Larinia tamatave (Grasshoff, 1971)
- Larinia teiraensis B. Biswas & K. Biswas, 2007
- Larinia trifida Tullgren, 1910
- Larinia triprovina Yin, Wang, Xie & Peng, 1990
- Larinia tucuman Harrod, Levi & Leibensperger, 1991
- Larinia tumulus Framenau & Castanheira, 2022
- Larinia tyloridia Patel, 1975
- Larinia wenshanensis Yin & Yan, 1994

## Systématique et taxinomie
Ce genre a été décrit par Simon en 1874 dans les Epeiridae.
Drexelia a été placé en synonymie par Levi en 1975 confirmé par Harrod, Levi et Leibensperger en 1991.
Larinopa a été placé en synonymie par Framenau et Scharff en 2008.

## Publication originale
- Simon, 1874 : Les arachnides de France. Paris, p. 1-272.